# ABCヤングリクエスト
『ABCヤングリクエスト』は朝日放送ラジオ（ABCラジオ）のラジオ番組。1966年（昭和41年）4月1日から、1986年（昭和61年）10月3日まで放送。通称はヤンリク

## 概要
ハガキによる楽曲のリクエストを主体に多彩なコーナーを盛り込みながら、ABCラジオの若者向け深夜放送を築いた生ワイド番組。当番組が開始した1966年はラジオ大阪の深夜番組がお色気番組路線で独走しており、これに対抗して「清く明るく美しく」をモットーに下ネタを厳禁とした。開始当初の放送時間は月曜 - 土曜 23:10 - 26:00。第1回目は「あなたと私は、ポストカードのお友達」という道上洋三の第一声で始まった。『MBSヤングタウン』（MBSラジオ、開始当時は『歌え!MBSヤングタウン』）、『日本列島ズバリリクエスト』（近畿放送ラジオ(当時)。現・KBS京都ラジオ）とともに近畿地方の深夜放送として、若者層のリスナーから人気を得た。
番組タイトル案は「ABCゴールデンリクエスト」があった。「『ヤングリクエスト』にしたら、スポンサーが付き易い」「リスナーの年齢層を広げるためには『ゴールデンリクエスト』の方がいい」などと検討したが、ヤングリクエストに決定した。
当番組放送開始前の深夜帯の聴取率は1～2%台だったが、当番組開始後の1968年には6%台に上昇した。葉書の数は最初 7千通台だったがピーク時は連日 3万通、末期は連日 5千通～1万通を数えた。
1967年4月2日より、日曜日の放送を開始。全日 23時10分からの放送となった。開始当初は26時で放送を終了していたが、1969年4月1日より放送時間を27時まで延長。ABCラジオが24時間放送を開始した1983年10月3日より、土曜・日曜放送分は『ヤンリク サタデー（サンデー）スペシャル』のサブタイトルを冠する。1984年10月8日より、平日の開始時間を22時に繰り上げ、27時までの5時間ワイド番組となった。土曜・日曜は1985年4月より、24時40分 - 27時に放送枠を縮小。半年後の1985年10月改編で土曜・日曜の放送を終了した。

## 番組コンセプト

### 男性アナと女性タレント
朝日放送（ABC）の若手アナウンサーと女性タレントの2人1組がパーソナリティを務めた。毎晩 23時台 - 26時台に放送。選曲のジャンルは多岐に亘り、受験生が主要なターゲットであったが、深夜に働く大人も意識して、ポップスと交互に歌謡曲なども多く放送した。
初代パーソナリティは道上洋三、辻豊人、因田宏紀の男性アナウンサー3名が日替わりで担当した。以来、1960年代後半から1980年代前半に掛けて入社した同局の男性アナウンサーの殆どが当番組を担当、ここにフリーの女性アナウンサー・タレントが加わり、男女 2名で進行した。在阪他局の深夜番組がお笑いタレントやミュージシャンなどで出演者を構成したが、若手男性アナウンサーと若手女性パーソナリティの組み合わせでの放送は番組終了まで継続した。
夏の全国高等学校野球選手権大会の開催期間中、朝日放送は全試合の中継をテレビ・ラジオ各々で終日行い、プロ野球中継もあることから男性アナウンサーが払底することがあり、この時に限っては女性アナウンサー2人、または女性アナウンサーと女性タレント各1名という暫定的な放送を行った。
この様なアナウンサーとタレントの組み合わせのMCの体裁はその後のABCラジオの深夜番組で踏襲した。
道上洋三によれば「他の民放がお色気などの下ネタ系をトークネタにする傾向があり、それと差別化するため下ネタは一切禁止が徹底されていた」という。

### プレゼント
当番組は「はがきで当てよう!! 車と1万円」のキャッチフレーズが付いていた。リスナーから寄せられた葉書を1ヶ月間に掛けて保存、月末に抽選。いすゞ自動車提供の自動車と賞金1万円を各1名ずつプレゼントした。現金1万円のプレゼント人数は徐々に増え「車と1万円 × 3」を謳った時期を経て、番組末期は「車と6万円」と1万円の賞金が6人に増えた。
番組はノベルティグッズとして、シャープペンシル、ノート、カセットテープ、ステッカー、スポーツバッグ、オルゴールなどを製作。ステッカーなどは魚を模したキャラクターの"オトト"が入っていた。「ホロホロコーナー」では星座別スプーンをリスナーに進呈。一部の商品は大阪タワー（当時の朝日放送本社敷地内にあった電波塔）の売店で販売された。1970年6月20日から数年間は番組の公式小冊子として「ヤンリクメイツ」を定期的に刊行した。

### 「一山の石炭より一粒のダイヤモンド」
当番組では、リクエスト曲とリスナーを尊重する立場から、歴代のプロデューサーがその時々のパーソナリティに下記の様なルールを課して来た。
- 「一山の石炭より一粒のダイヤモンド」（放送中には、たくさんの言葉であれこれ喋るより、少しであっても気の利いた言葉を喋ること。当番組のスローガンであり、ラジオ制作部の壁に貼られていた[1]。）
- 放送する楽曲をパーソナリティ自身のセンスや独断で選ばないこと。
- 番組に送られてきたハガキはリクエスト曲だけを書いている場合を除いて、担当のパーソナリティが放送前に全て目を通すこと。
- 放送中にリスナーからのハガキを読む際は発送元の住所を基準に、大阪市内 → 大阪府内 → 関西地方の他府県 → その他の地方の順で紹介すること[10]。
- 放送中にリスナーや歌手の名前を紹介する際には最後に「さん」を必ず付けること。

ABCのアナウンサーをパーソナリティに起用する際はアナウンス部から推薦された若手アナウンサーに対して、局内で厳しいオーディションを実施。パーソナリティとして出演できる様になるまで、オーディションを数回経験させられたアナウンサーもいたという。当番組が穏和で折り目正しい雰囲気を保っていたのはパーソナリティのキャラクターと話術に加えて、この様な制作サイドの姿勢による所が大きい。

## コーナー
リスナーからのリクエスト葉書の合計でヒットチャートを毎晩決定する「ヤンリク・ベスト20」の他、パーソナリティーの個性を生かしたコーナー「ヤンリク・おもちゃ箱」（後に「らくがき帳」「トライアルスポット」）、「ベストセブン情報」などがあった。
この他、タレントが出演するコーナーとしては以下のものがあった。
- 朝日新聞ニュース・天気予報（0時台 = 放送日付上の最終版、後に22時開始の際は23時台も放送）
- ABCミッドナイト寄席
落語や漫才などの演芸コーナー。東阪企画社長などを務めた澤田隆治が朝日放送在職中から構築して、独立後後輩社員が引き継いだ『ABC落語ライブラリー』を利用したコーナーで、『ABC上方落語をきく会』の演目を放送したことがあった。1971年（昭和46年）11月11日は当コーナーの拡大版『1080分落語会』を放送。
当番組の終了後は『ウシミツリクエストABC』『ABC発午前1時』で復活。現在は『日曜落語 〜なみはや亭〜』で放送。
- 仁鶴・頭のマッサージ
笑福亭仁鶴が様々な聴取者からの投稿を紹介。猛スピードで紹介して、リアクションする語り口が話題を呼んだ。コーナー開始当初は生放送だったが、仁鶴の人気が上がり、録音となった。仁鶴出演のコーナーは「仁鶴のふるさと昔話」「仁鶴のヤンリク土曜アラカルト」（両方とも 1978年頃）があった。1992年（平成4年）1月1日発売の嘉門達夫のアルバム『天賦の才能』の1曲目「アカペラな夜」に当コーナーの一部が収録されている。
1973年、自由国民社より「仁鶴の頭のマッサージ」 [13]と題した書籍（仁鶴・番組スタッフ共著編）を発売した。
- ミキサー完備 スタジオ貸します
番組のテーマ曲を作曲したキダ・タローが出演する、アマチュア ミュージシャンの演奏コーナー[14]。出場ミュージシャンの学校や職場の仲間、肉親を第1スタジオに招いた公開生放送のスタイルで、キダの辛辣な審査コメントが人気となる。
番組開始当初はキリンビールの協賛で「キリン・ヤングスタジオ」の冠タイトルが付き、月間賞に選ばれるとキリンレモン瓶入り1ケースが贈られた。セイコーが協賛して「セイコー・ヤングスタジオ」の冠タイトルを付けた時期があった。当コーナーは河島英五、庄野真代らがデビュー前に出演した。
この様な体裁は後にABCテレビの土曜日夕方17時 - 18時に関西ローカルで生放送した『ヤングプラザ』でキダが審査員・MCを務めたコーナー（タイトル不明）があり、1990年代末は「キダ・タローのステージ貸します」として復活した。
- 心の旅 遠くへ行きたい
青春の悩みや夢など、真摯な投稿と詩の朗読をするコーナー。パーソナリティの「謎のおじさん」は高尾元通（朝日放送アナウンサー(当時)。後にアナウンス部長を経て、同局 解説委員）のマイクネーム。アシスタントは川田恵子、後に小菅文代が担当。「謎のおじさん」の正体は最終回で披露した[2]。
- ホロホロコーナー
占星術師の香月星苑 監修による占いコーナー。番組終了後は後番組『乾龍介のホットポイント』の1コーナー「ホロスコープ・ホットポイント」として継続。『ウシミツリクエスト』では「ウシミツほろほろコーナー」として放送。
- ヤンリク・ラジオキッチュ
「心の旅」の終了を受けて、1985年（昭和60年）4月に放送開始。文化人などの物まねで注目を浴びた キッチュ（現・松尾貴史）がパーソナリティを務めた。番組内容はリスナーからの葉書投稿とミニコント。アシスタントは牧野エミ。「心の旅」「ラジオキッチュ」は花王石鹸（現:花王）の一社提供。
- ヤンリク共和国
月亭八方と桂べかこ（現・3代目桂南光）が日替わりで担当するフリートーク中心のコーナー。
- たむたむたいむ
ニッポン放送を幹事局として、朝日放送で制作した企画ネット番組。現役の女子大生などが日替わりで担当。パピヨンズ（松竹芸能所属の漫才コンビ）の「ちよこ」（旧芸名「ミヤ蝶子」）が、四天の青田赤道として芸能界へのデビュー前に出演したことがある。
- 浜村淳のミッドナイトブレイク
浜村得意の映画の話題を始め、地理、歴史、アニメに至るまで、色々な話題を掘り下げるトーク。リスナーからの疑問・質問に答えていた[15]。
- 命を賭けてる60秒
在阪の各レコード会社プロモーターが出演し、自分の担当するレコードを60秒（1分）以内で宣伝するコーナー[15][14]。
- 谷まさるのファン・ファン・アラモード[14][12]
谷が設立した大阪モード学園の一社提供。歴代CMのBGMはクインシー・ジョーンズのソウル・ボサノバを使用。
- ABC発 午前2時○○分“心の旅”
タイトル通り、午前2時過ぎから放送。リスナーからの心温まる身近な出来事などを綴った内容の葉書を紹介[15]。
- イーデス・ハンソンのひと口英語
- ヤンリクお笑い最前線
漫才ブーム最中の1981年に開始。収録は毎週一回、7組程が出演、観客を入れて公開収録の形で放送。紳助・竜介、ザ・ぼんち、B&B、春やすこ・けいこ、今いくよ・くるよなど当時の人気漫才師が多く出演した[12]。
- ホットレポートこちらLA
横井くにえがロサンゼルスからアメリカの若者の生活や流行などについて、リポート[14][12]。
- ヤンリク クイズ
当番組末期の1986年当時は三つのクイズパートを設けた。クイズの答を葉書に書いて応募[16]。
『クイズ・ゴングでクイズ』- 音楽クイズと一般常識クイズ。音楽クイズの答えは主にイントロ、または曲の途中を聴いて タイトルを解答。一般常識クイズも歴史や雑学、その日の出来事などから出題。毎日1万円が3人に当たる。
『午前0時のキーワード』- 発表されるキーワードを書いて応募。毎日1万円が1人に当たる。
『ヤンリク クイズ』- 雑学など知識を問う三択クイズ。午前2時40分頃に実施。毎日1万円が2人に当たる。
当コーナーは毎日 1万円が合計6人に当たる様になっていて、これが末期のキャッチコピーである「はがきで当てよう!! 車と6万円」の所以である[16]。

## テーマソング
「星があなたにささやく夜も　小窓に雨が降る夜も…」の歌詞で知られるテーマソング（キダ作曲）は、その当時の人気歌手が歌っていた。担当した歌手は以下の通り。
- 奥村チヨ（1966年4月 - 1971年3月）
- 岡本リサ（1971年4月 - 1979年7月）
- ふたつのさくらンぼ（1979年8月 - 1980年4月　ディスコヴァージョンにアレンジ）
- 松原みき（1980年5月 - 1980年9月）
- 岩崎良美（1980年10月 - 1983年9月）
- 桑田靖子（1983年10月 - 1984年4月）
- ラブポーション（1984年5月 - 1986年10月　現在も中村貴子がタレント、音楽ライターとして活動）

当初、テーマ曲の歌詞は東京在住の高名な作詞家2人に依頼した。しかし、番組開始の昭和40年代は、東京と大阪の色の違いが激しく、発注した番組プロデューサー・今田昭にはしっくりこなかった。しかし、何度か修正を依頼しているうちに、放送開始日が迫ってきてしまい、今田自身が自ら作詞をした。今田本人によると、この詞による曲は最初は仮のもので、1 - 2週流した後で改めてプロの作詞家に依頼するつもりだったという。
なお、このメロディーは、2000年代になって朝日放送の携帯用ウェブサイトからダウンロードできるようになった。また、当番組でパーソナリティを務めた元アナウンサーが週替わりで出演した『Club JONR』（ABCラジオの深夜番組、2009年10月10日～2011年10月1日まで放送）では、奥村が歌ったテーマ曲が当時のオープニングコールとともに番組の途中（午前3時台）で流れた。
同じく、キダが作曲をした、関西テレビ放送のクイズ番組『花の新婚!カンピューター作戦』のテーマソングと酷似する箇所があった。

## リスナーとの交流企画
当番組は楽曲のリクエストを主体に放送していた関係で『MBSヤングタウン』などの深夜番組に比べ、リスナーによる投稿コーナー（所謂「ネタコーナー」）が限られていた。その一方で、リスナーとの交流企画を随時実施。主に行われた企画は以下の通り。
- ヤンリク・ハガキ供養
  - 1968年11月に届いた葉書の数が通算 500万枚に達したのを機にABCホールで開催。奈良 薬師寺管主の橋本凝胤が舞台に積まれた数十万通の葉書の山を前に読経を行った。これが好評だったため、翌1969年の彼岸に今度はABCラジオ全体でのハガキ供養を行い、『東芝ワイドワイドサンデー〜あなたとつくる365分〜』の中で同様の企画を行った[18]。
- 阿波踊り・ヤンリク連（1970年夏。約100人参加）[1]
- 永平寺 参拝教室（1971年1月。130人余り参加）[1]
- 富士山 登頂企画
  - 1泊3日などの日程でバスツアーを実施。1976年2月、「10周年記念企画 君にあげたい富士山を!」（参加希望の応募が1万600通余りあった）を皮切りに、当企画は1984年まで5回 行われた[1]。
- この他の交流企画は六甲山でのキャンプファイヤーやフェリーを使った九州旅行などを実施された[1]。

交流企画は主に週末を使っての企画だったため、全ての曜日で放送していた時期は土・日曜担当のパーソナリティがスタジオで「お留守番」をすることが多かったという。

## ヤンリク担当のアナウンサーによる生での放送終了アナウンス
1983年10月2日までは当番組がABCラジオにおける1日の最終番組であった。
その為、番組終了の午前3時を過ぎると放送終了アナウンス「今夜も遅くまで朝日放送をお聴き下さいまして、ありがとうございます。この後、暫く放送をお休みいたしまして、早朝放送は5時からお送りします。ABC・朝日放送が1010kHz（1978年11月23日より1008kHz）、50kWで大阪からお送り致しました。JONR（2回繰り返し）、どちら様もお休みなさい…（この箇所は省略される場合があった）」のコメントを男性アナウンサーが生放送でアナウンスメントして、その後はオルゴールの音色で放送を終了した。
1983年9月までは午前3時終了とはなっていたが、その後の番組がなかった事、プロ野球シーズンのナイター中継の試合時間による延長によっての後続番組の放送時間開始の遅延があった事。放送終了アナウンスが生放送であった事から融通を利かせた放送編成であった。午前3時前から流していたレコード音楽は時報を過ぎても最後まで流すなど、予定されたレコードの数が多すぎて午前3時までに終わらない時やナイター中継の延長により後続番組の放送時間開始の遅延があった場合は10分、20分、更に終夜放送までと放送終了時間を現場裁量で伸ばした。局名アナウンスは24時間放送に移行した1983年10月以後は『もうすぐ夜明けABC』を担当していたパーソナリティに引き継がれ、文言は「1008㎑、朝日放送が大阪からお送りしております。JONR」と変更。同番組終了時の4時58分に放送後にCMを挟んで、5時からは次の曜日最初の番組「さわやかミュージック」に引き継がれた。
その一方で、ABCテレビでは当番組の放送期間中に緊急時を除いて、24時間放送を行っていなかった。当番組よりも早い時間帯にテレビ放送を終えていた時期は定時放送終了の間際に「この後は朝日放送ラジオ（1008kHz）でどうぞ」の字幕とクロージング映像に続いて、「ヤンリク」のテーマ曲などをBGMに当番組（後期は『もうすぐ夜明けABC』と合わせて）のCMを静止画で流した。

## 番組終了とその後
1983年頃から番組の人気に陰りが見え始める。1984年には10時スタートとし、5時間の超ワイド編成となった。
コーナーのテコ入れ、プレゼントもリニューアルを図ったが、マンネリ化していた事と番組も20年間を全うした事、そして当時の編成局長による「番組の活力がまだ十分ある内にこそ、ゆとりを持った新しい番組を開発しなければならない」といった理由もあり、1986年（昭和61年）10月3日の放送をもって終了した。なお、最終日のパーソナリティは、石原勝アナウンサー（当時）と阪口佳澄であった。

### 最終回
最終回は歴代のパーソナリティ・レギュラー出演者らを迎え、朝日放送ラジオ第1スタジオに50人の聴取者を招いた。約40人の歴代パーソナリティが駆け付け「ヤンリクお別れ大放送」のタイトルで午後10時から午前5時まで、7時間放送した。オープニングはテーマ曲をスタジオに居る全員で合唱。前日の放送で発表された「20年6ヶ月のベスト20発表」に続き、同年1月からのリクエストランキングを発表する「1986年のベスト20」の他、OBアナウンサーが3部構成で担当する「懐かしのパーソナリティ」では道上洋三、金木賢一、乾龍介のアナウンサーがそれぞれ進行役となり、思い出やエピソードを語り合った。
既に終了したコーナーの出演者も登場。「仁鶴・頭のマッサージ」のコーナーは当時の仁鶴をよく知る村井守（元アナウンサー）がエピソードを語った他、この日は小田寿一と浜田晶子が進行役を務めた「ミキサー完備・スタジオ貸します」のコーナーはキダ・タローの他、一般出演者として番組に参加した土谷多恵子がその時の同録テープを持参して登場。「心の旅・遠くへ行きたい」では「謎のおじさん」の正体が明かされた。
この他「ヤンリク・ラジオキッチュ」「ヤンリク共和国」の出演者が登場。番組後半はヤンリク生みの親・今田昭（番組終了時は朝日放送事業局次長）がマイク前に初めて姿を現した。イギリス・BBCに出向中のヤンリクOBアナウンサー　長沢彰彦からの国際電話が入った。翌朝に放送した同局のテレビ番組『おはよう朝日です』のカメラが入り、雑誌「ラジオパラダイス」（三才ブックス）がカラーグラビア3ページに渡って、最終回の模様を取り上げた。
エンディング前は番組の原点に戻り、リクエスト曲とメッセージの紹介を行い、ラストナンバーとして、森山良子の『今日の日はさようなら』を掛けた。ラストナンバーに合わせて、石原勝がエンディング メッセージをコメント。「どうか、ヤンリクの青春の1ページが皆さんの心の片隅に生き続けていきますように」の言葉で締め括った。エンディングテーマを出演者・会場のリスナー全員で歌い、20年6ヶ月の放送に終止符を打った。放送終了後はスタッフの胴上げが行われた。

### 放送終了後
ABCラジオは当番組の終了後、月～金曜日の同時間帯に自社制作の生放送番組を次々と編成。当番組のコーナー企画の一部（「ホロホロコーナー」「命を懸けてる60秒」「ミッドナイト寄席」など）は後に『ウシミツリクエストABC』で復活した。
1991年10月から放送されて来た帯番組『ABCミュージックパラダイス』が、2009年7月の番組改編で終了。同月以降は月 - 木曜日は在京キー局（翌日1:00まで。当初はニッポン放送 → 後に文化放送。1:00 - 3:00はTBSラジオ = 金曜深夜 = 土曜未明を含む）制作のワイド番組の同時ネットとなる。金曜日は後番組『ミューパラ アグレッシブ』を2012年6月29日まで放送した。その後は同年7月から『ガチ・キン』を放送した。
2014年4月改編より、当番組を放送していた時間帯の編成を一新。上記の在京局制作番組の同時ネットに充てていた月 - 木曜日 22:00 - 1:00は『よなよな…』、火 - 土曜 1:00 - 3:00（月 - 金曜深夜）は『夜は、おととも』を編成した。その後は『よなよな…』の終了に伴い、2021年10月改編から、『ABCミュージックパラダイス』（第2期）が開始。当番組と同様にABCアナウンサーとタレントのコンビで、22:00 - 0:30まで生放送している。
深夜枠は1983年10月の24時間放送の開始と同時に開始された『もうすぐ夜明けABC』→『with you』といった特定の女性パーソナリティが日替わりで担当する音楽番組を38年に渡り放送したが、2021年10月改編で終了。火 - 木曜（月 - 水曜深夜）1:30 - 4:15、土曜、日曜（金曜、土曜深夜）3:00 - 4:15はフィラー番組『R→933』を放送している。

### 復活放送
1990年代後半、当番組でパーソナリティを務めた中原秀一郎は平日午前帯ワイド番組『青春プレイバック・秀さんのヤンリク時代』（平日11:00 - 11:45、1996年4月1日 - 1997年12月31日放送）でパーソナリティを務めた。当番組を放送した1960～1980年代の楽曲のリクエストを中心に放送。
1990年3月の朝日放送 創立40周年記念日と2000年11月の開局50周年記念日にそれぞれ放送した特別番組の中で当番組がスペシャル企画として復活。1990年は道上、2000年は金木賢一（当時は役員室勤務）がパーソナリティを務めた。
前述の『Club JONR』は当番組のパーソナリティの中から嶋田崇彦、金木、成宮恒雄、西野義和、中原、石原が週替わりで登場（出演順、いずれも元アナウンサー）。道上をナビゲーターとして、当番組の裏話や思い出の楽曲を放送した。

2010年11月13日、ABCラジオ開局60周年記念として特別番組を放送。番組コーナーの一環として当番組がスペシャル企画として復活した。道上がパーソナリティを務めたバージョンと和沙哲郎・阪口佳澄がパーソナリティを務めたバージョンの2本を放送した。道上の最終担当日（1974年8月29日）の音源が流れた。出演者が番組の思い出を語り合うコーナーを放送。道上と同時期にパーソナリティを務め、それをきっかけに結婚した熊谷瞭子が電話出演した。

### CDボックス「ABCヤングリクエスト　フォーエバー」
朝日放送は2014年3月16日、レギュラー放送時代の音源を5枚組のCDに収めたCDボックス「ABCヤングリクエスト　フォーエバー」を電話と自社直営のショッピングサイト「ABCかうも。」で発売している。
当商品は学生時代に当番組でアルバイトを務めたことをきっかけに朝日放送へ入社した川崎宏（元・同局ラジオ編成局長、現在は関連会社のエー・ビー・シーメディアコム社長）が「紐解くと若返る『逆・玉手箱』」というコンセプトの下に企画。当番組を放送していた朝日放送 旧社屋付近にある専門学校『HAL大阪』の学生がジャケットのデザインを担当した。
CDは当番組のリクエストで特に人気を博した楽曲、当番組から誕生した楽曲を収録。以下のパーソナリティとアシスタントのコンビで生放送風に再録した収録曲の紹介。放送終了のアナウンス、歴代のオープニングテーマ（岡本リサと奥村チヨのバージョン）の音源。「きこうABC」（往年のABCラジオ ステーションソング）のインストゥルメントバージョンの音源を収録。
- DISC1：道上洋三・桜井一枝
- DISC2：金木賢一・三島栄実子
- DISC3：西野義和・阪口佳澄
- DISC4：中原秀一郎・藤原正美
- DISC5：楠淳生・浜田晶子

### 「ABCヤングリクエスト　フォーエバーコンサート」
2015年3月7日、3月8日にABCホール（現在の朝日放送 本社社屋に併設）で開催した全席自由の有料コンサート。「ヤンリク世代の同窓会」をコンセプトにキダ・タローを両日ともゲストに迎え、田中ゆみ（元・シモンズ）によるスペシャル ライブを組み込んだ。
当番組のパーソナリティを務めた以下の人物が「DJ」の肩書で進行役を担当。当番組の雰囲気を再現すべく、観客からのリクエストカードを基に楽曲を流す企画などを実施した。
- 2015年3月7日：乾龍介・阪口佳澄
- 2015年3月8日：乾龍介・浜田晶子

ABCラジオは2015年3月15日 16:00 - 17:00にコンサートのダイジェストを中心に構成した特別番組『ABCヤングリクエストフォーエバー』を放送。乾がパーソナリティを務めた。

## パーソナリティ
| 期間       | 期間       | 月曜日   | 月曜日     | 火曜日     | 火曜日     | 水曜日   | 水曜日     | 木曜日   | 木曜日     | 金曜日     | 金曜日     | 土曜日     | 土曜日     | 日曜日     | 日曜日     |
| ---------- | ---------- | -------- | ---------- | ---------- | ---------- | -------- | ---------- | -------- | ---------- | ---------- | ---------- | ---------- | ---------- | ---------- | ---------- |
| 1973年10月 | 1974年09月 | 金木賢一 | 叶桂子     | 乾龍介     | 荻野恵子   | 道上洋三 | 中田千恵子 | 道上洋三 | 森重貴美子 | 長沢彰彦   | 西田久子   | 長沢彰彦   | 藤田千代美 | 金木賢一   | 石川千加子 |
| 1974年10月 | 1975年03月 | 金木賢一 | 内海道子   | 乾龍介     | 西田久子   | 乾龍介   | 坂井千恵子 | 成宮恒雄 | 叶桂子     | 長沢彰彦   | 本村三和子 | 長沢彰彦   | 成尾和恵   | 金木賢一   | 石川千加子 |
| 1975年04月 | 1975年09月 | 金木賢一 | 成尾和恵   | 山本清久   | 西田久子   | 林伸一郎 | 坂井千恵子 | 兼田正広 | 叶桂子     | 長沢彰彦   | 本村三和子 | 成宮恒雄   | 内海道子   | 道上洋三   | 石川千加子 |
| 1975年10月 | 1976年03月 | 金木賢一 | 成尾和恵   | 山本清久   | 本村三和子 | 林伸一郎 | 坂井千恵子 | 兼田正広 | 叶桂子     | 長沢彰彦   | 石川洋子   | 成宮恒雄   | 西田久子   | 道上洋三   | 石川千加子 |
| 1976年04月 | 1976年09月 | 金木賢一 | 成尾和恵   | 太田元治   | 本村三和子 | 林伸一郎 | 西田久子   | 兼田正広 | 坂井千恵子 | 長沢彰彦   | 石川洋子   | 成宮恒雄   | 叶桂子     | 山本清久   | 石川千加子 |
| 1976年10月 | 1977年03月 | 金木賢一 | 阿部京子   | 太田元治   | 本村三和子 | 林伸一郎 | 石川洋子   | 兼田正広 | 坂井千恵子 | 長沢彰彦   | 成尾和恵   | 成宮恒雄   | 叶桂子     | 山本清久   | 石川千加子 |
| 1977年04月 | 1978年09月 | 金木賢一 | 岡嶋由美子 | 太田元治   | 坂井千恵子 | 兼田正広 | 阿部京子   | 林伸一郎 | 本村三和子 | 長沢彰彦   | 成尾和恵   | 成宮恒雄   | 石川千加子 | 山本清久   | 叶桂子     |
| 1978年10月 | 1979年03月 | 西野義和 | 叶桂子     | 太田元治   | 阿部京子   | 兼田正広 | 坂井千恵子 | 林伸一郎 | 高野五十鈴 | 長沢彰彦   | 野村晃子   | 和沙哲郎   | 石川千加子 | 中原秀一郎 | 成尾和恵   |
| 1979年04月 | 1979年09月 | 西野義和 | 叶桂子     | 長沢彰彦   | 野村晃子   | 武 周雄  | 坂井千恵子 | 太田元治 | 阿部京子   | 中原秀一郎 | 成尾和恵   | 和沙哲郎   | 石川千加子 | 林伸一郎   | 高野五十鈴 |
| 1979年10月 | 1980年03月 | 金木賢一 | 寺本富士子 | 長沢彰彦   | 成尾和恵   | 西野義和 | 阪口佳澄   | 武 周雄  | 阿部京子   | 中原秀一郎 | 叶桂子     | 和沙哲郎   | 石川千加子 | 林伸一郎   | 高野五十鈴 |
| 1980年04月 | 1980年09月 | 金木賢一 | 寺本富士子 | 長沢彰彦   | 成尾和恵   | 石原勝   | 叶桂子     | 武 周雄  | 阿部京子   | 中原秀一郎 | 阪口佳澄   | 和沙哲郎   | 石川千加子 | 林伸一郎   | 高野五十鈴 |
| 1980年10月 | 1981年03月 | 西野義和 | 高野五十鈴 | 金木賢一   | 久本有香   | 石原勝   | 叶桂子     | 武 周雄  | 阿部京子   | 中原秀一郎 | 阪口佳澄   | 和沙哲郎   | 石川千加子 | 林伸一郎   | 三島栄実子 |
| 1981年04月 | 1981年09月 | 西野義和 | 高野五十鈴 | 金木賢一   | 久本有香   | 和沙哲郎 | 阿部京子   | 太田元治 | 成尾和恵   | 武 周雄    | 阪口佳澄   | 中原秀一郎 | 石川千加子 | 林伸一郎   | 三島栄実子 |
| 1981年10月 | 1982年03月 | 金木賢一 | 高野五十鈴 | 中原秀一郎 | 久本有香   | 和沙哲郎 | 阿部京子   | 太田元治 | 成尾和恵   | 武 周雄    | 阪口佳澄   | 大岩堅一   | 石川千加子 | 林伸一郎   | 三島栄実子 |
| 1982年04月 | 1983年03月 | 太田元治 | 成尾和恵   | 中原秀一郎 | 藤原正美   | 戸石伸泰 | 阿部京子   | 楠淳生   | 阪口佳澄   | 武 周雄    | 久本有香   | 大岩堅一   | 高野五十鈴 | 金木賢一   | 三島栄実子 |
| 1983年04月 | 1983年09月 | 大岩堅一 | 松平けい子 | 楠淳生     | 藤原正美   | 高塚徹彦 | 三島栄実子 | 戸石伸泰 | 阪口佳澄   | 小田寿一   | 阿部京子   | 大塚展生   | 高野五十鈴 | 金木賢一   | 丸子由美   |
| 1983年10月 | 1984年03月 | 大岩堅一 | 豊田記子   | 楠淳生     | 藤原正美   | 高塚徹彦 | 三島栄実子 | 石原勝   | 阪口佳澄   | 小田寿一   | 阿部京子   | 戸石伸泰   | 高野五十鈴 | 金木賢一   | 林真美     |
| 1984年04月 | 1984年09月 | 金木賢一 | 林真美     | 戸石伸泰   | 藤原正美   | 石原勝   | 阪口佳澄   | 小田寿一 | 三島栄実子 | 大岩堅一   | 福本明美   | 楠淳生     | 大石嘉子   | 高塚徹彦   | 豊田記子   |
| 1984年10月 | 1985年03月 | 金木賢一 | 三島栄実子 | 戸石伸泰   | 藤原正美   | 石原勝   | 阪口佳澄   | 楠淳生   | 浜田晶子   | 高塚徹彦   | 豊田記子   | 大岩堅一   | 福本明美   | 小田寿一   | 林真美     |
| 1985年04月 | 1985年09月 | 小田寿一 | 浜田晶子   | 戸石伸泰   | 藤原正美   | 石原勝   | 阪口佳澄   | 楠淳生   | 林真美     | 大岩堅一   | 豊田記子   | 高塚徹彦   | 大石嘉子   | 高柳謙一   | 三島栄実子 |
| 1985年10月 | 1986年03月 | 小田寿一 | 浜田晶子   | 戸石伸泰   | 藤原正美   | 大岩堅一 | 林真美     | 石原勝   | 阪口佳澄   | 高柳謙一   | 豊田記子   | （別番組） | （別番組） | （別番組） | （別番組） |
| 1986年04月 | 1986年10月 | 小田寿一 | 浜田晶子   | 高柳謙一   | 豊田記子   | 大岩堅一 | 林真美     | 伊藤史隆 | 藤原正美   | 石原勝     | 阪口佳澄   | （別番組） | （別番組） | （別番組） | （別番組） |

### 歴代男性パーソナリティ
- 辻豊人 （1967年10月当時、火曜　など）
- 因田宏紀
- 道上洋三
- 野島一郎 （1967年4月当時、火曜　など）
- 長谷川景一 （1967年4月当時、金曜　など）
- 乾龍介
- 成宮恒雄
- 菅原裕和
- 山本清久
- 金木賢一
- 長沢彰彦
- 兼田正広
- 大塚展生
- 中原秀一郎
- 西野義和

- 林伸一郎
- 村井守 （1968年当時、木曜　など）
- 村田好夫
- 中村哲夫
- 武周雄
- 和沙哲郎
- 太田元治
- 石原勝
- 大岩堅一
- 楠淳生
- 小田寿一
- 戸石伸泰
- 高塚徹彦
- 高柳謙一
- 伊藤史隆

### 歴代女性パーソナリティ
- 奉日本清子 （初代パーソナリティの一人[2]。1967年10月当時、金曜　など）
- 須郷制子 （1967年当時、火曜　など）
- 吉見佑子 （1968年当時、木曜　など）
- 石川洋子
- 八木文子 （1967年当時、金曜　など）
- 仲山夕起子 （1967年当時、日曜　など）
- 西村得子（1967年当時、月曜　など。現在は東明総研にて手相師として活躍中）
- 西村一美（1967年10月から火曜、など）
- 熊谷瞭子（当番組での共演が縁で道上と結婚）
- 桜井一枝
- 内海道子
- 荻野恵子
- 森重貴美子
- 叶桂子（2009年10月31日放送の『Club JONR』にゲスト出演）
- 室和子
- 藤田千代美
- 石川千加子
- 末広真樹子
- 坂井千恵子
- 阿部京子

- 岡嶋由美子
- 本村三和子
- 野村晃子
- 川田恵子（キャンディー）
- 三島栄実子
- 大石嘉子
- 高野五十鈴（高野あさおの実姉）
- 成尾和恵
- 寺本富士子
- 西田久子
- 阪口佳澄
- 久本有香（『おはようパーソナリティ道上洋三です』最終アシスタント →『おはようパーソナリティ小縣裕介です』初代アシスタントのいがらしあみの実母）
- 松平けい子
- 丸子由美
- 浜田晶子
- 藤原正美
- 林真美
- 福本明美
- 豊田記子
- 大石嘉子

朝日放送がテレビ・ラジオ放送事業の分社体制へ移行した初年度（2018年度）時点で当番組の歴代 男性パーソナリティのうち、朝日放送 →　朝日放送テレビで一貫して、アナウンサーを続けているのは伊藤のみである（2022年度中に朝日放送グループの定年 ＝ 60歳へ到達）。
当番組の降板後に朝日放送報道局へ異動した戸石は定年退職後の2017年度から2021年12月まで嘱託扱いの「シニアスタッフ」として、アナウンサーとしての活動を再開。楠の様に定年退職後もフリーアナウンサーとして、朝日放送（ラジオ）の番組にレギュラーで出演するパーソナリティがいる（2022年4月改編時点）。
和沙と阪口は同じ時期に当番組のパーソナリティを務めたことが縁で結婚に至ったが、当番組での共演は1回に留まった。和沙が阪口担当の曜日にパーソナリティ代理で出演。